# Фрілендорф
Фрілендорф (нім. Frielendorf) — громада в Німеччині, знаходиться в землі Гессен. Підпорядковується адміністративному округу Кассель. Входить до складу району Швальм-Едер.
Площа — 85,83 км2. Населення становить 7229 ос. (станом на 31 грудня 2020).

## Географія

### Адміністративний поділ
Громада  складається з 15 районів:
- Аллендорф
- Геберсдорф
- Гросроппергаузен
- Ланертсгаузен
- Ляймсфельд
- Лендершайд
- Лойдероде
- Лінзінген
- Обергренцебах
- Шенборн
- Зібертсгаузен
- Шпіскаппель
- Тоденгаузен
- Ферна
- Вельхерод